# Diacamma scalpratum
Diacamma scalpratum är en myrart som först beskrevs av Smith 1858.  Diacamma scalpratum ingår i släktet Diacamma och familjen myror.

## Underarter
Arten delas in i följande underarter:
- D. s. scalpratum
- D. s. violaceum

## Bildgalleri

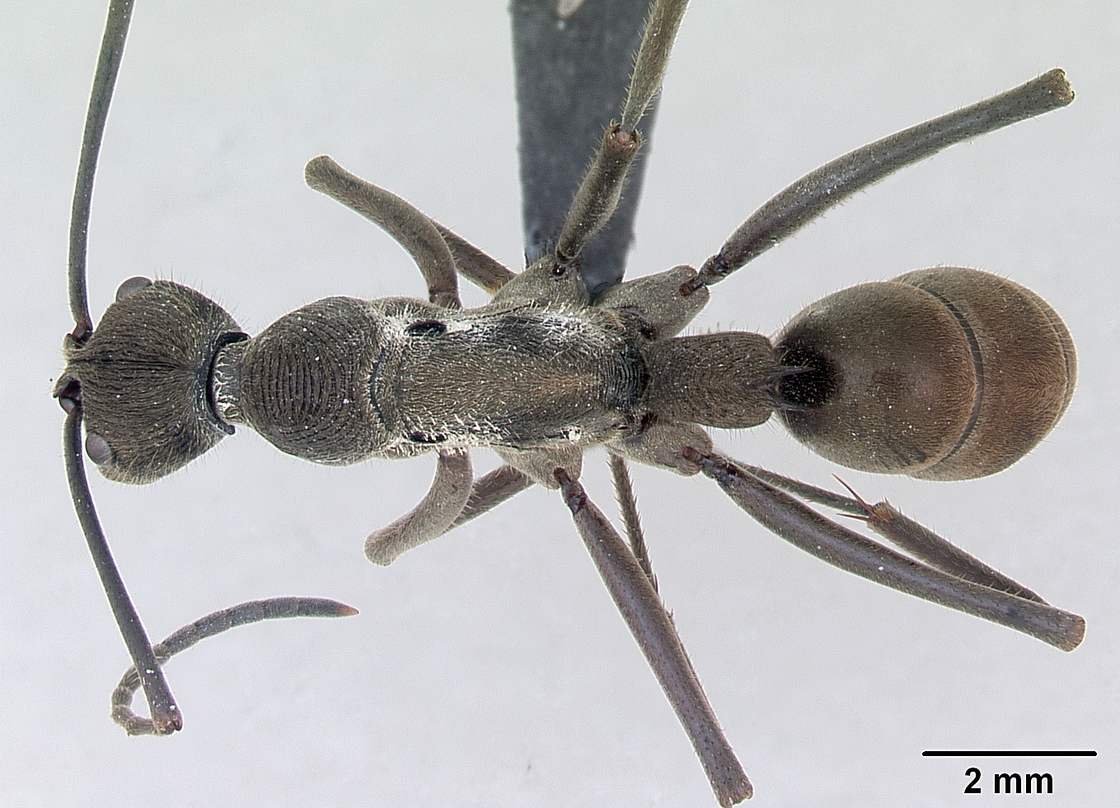
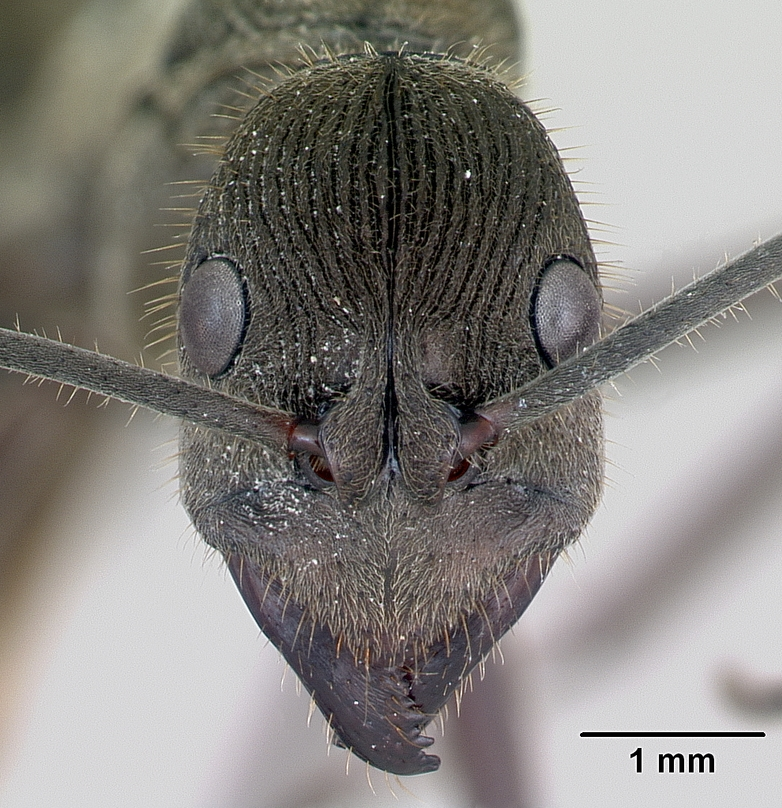
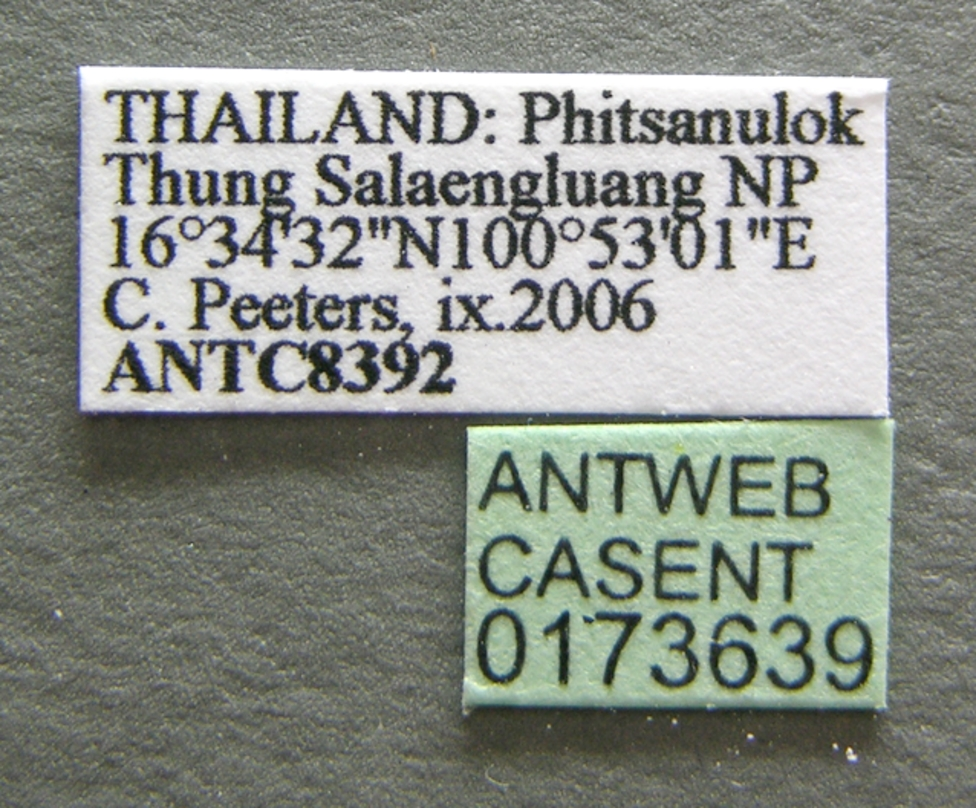
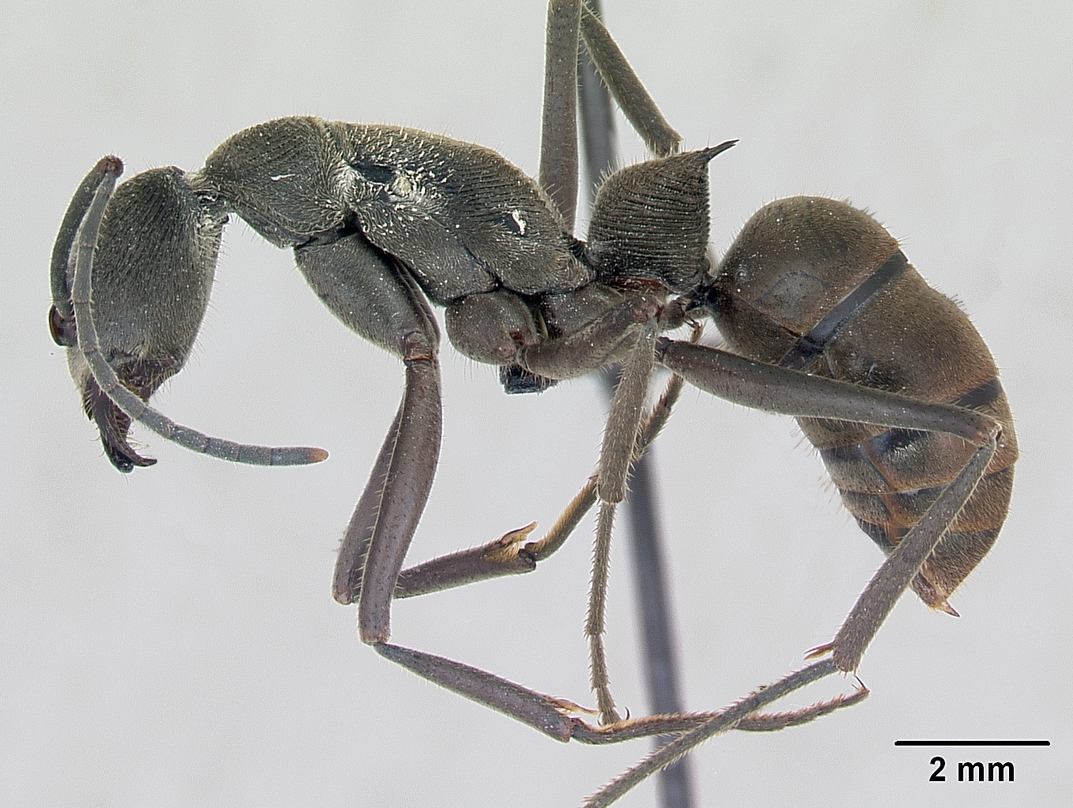
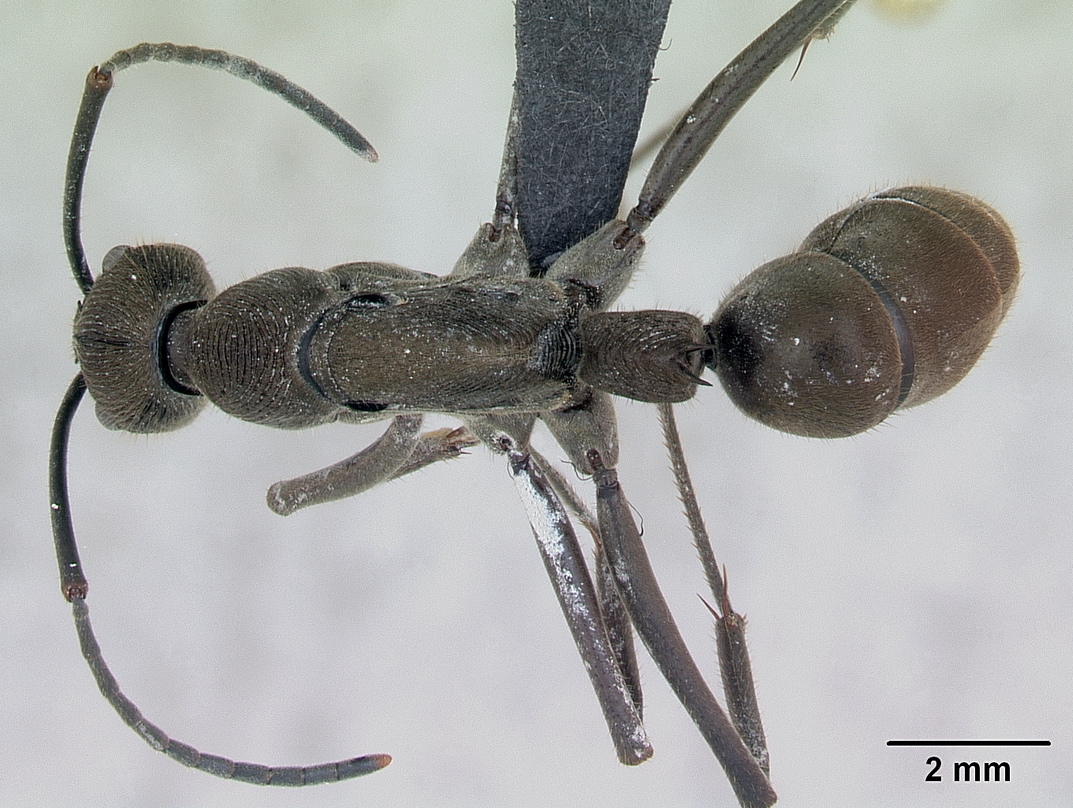
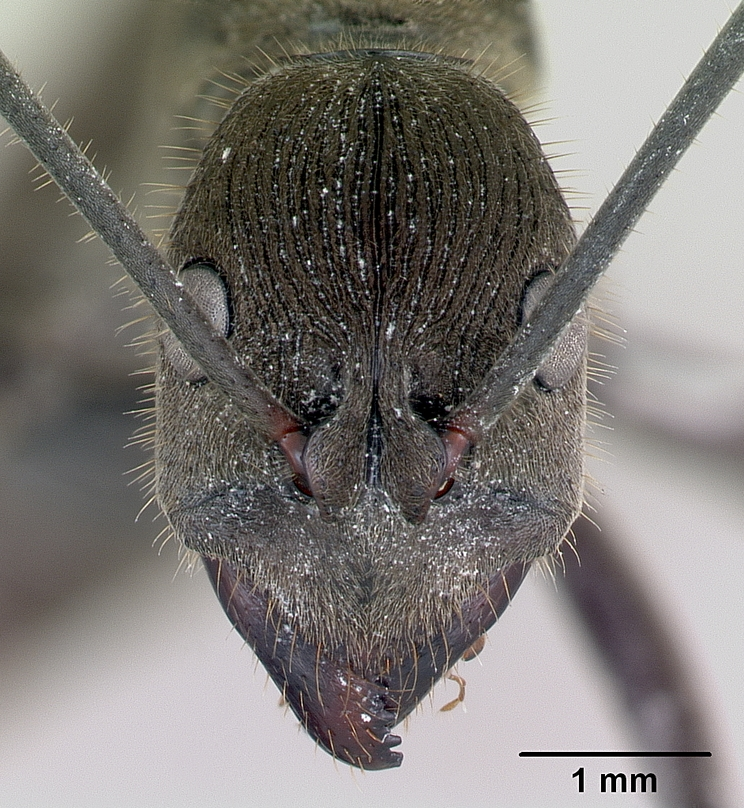